# Himouto! Umaru-chan
Himouto! Umaru-chan (干物妹！うまるちゃん  Himōto! Umaru-chan?) es un manga japonés creado por Sankaku Head. Se comenzó la serialización en la revista seinen manga semanal Young Jump de Shueisha desde el 14 de marzo de 2013. Se ha recogido doce volúmenes tankōbon. Una serie de anime inspirado en el manga se emitió desde el 9 de julio hasta el 24 de septiembre de 2015, una segunda temporada titulada Himouto! Umaru-chan R se emitió desde el 8 octubre hasta el 24 de diciembre de 2017.

## Argumento
La serie se centra en Umaru Doma, una chica de instituto que vive con su hermano mayor, Taihei. En el colegio (y fuera de su hogar), Umaru parece ser la estudiante ideal, bonita y estética, saca las mejores calificaciónes, y muchos otros talentos. Una vez que llega a casa, sin embargo, se vuelve una floja que pasa su tiempo por ahí, jugando videojuegos, comiendo comida chatarra, y constantemente dependiendo de su hermano mayor, muy a su pesar. En el transcurso de la serie, aparecen personalidades alternativas de Umaru y la ayudan a convertirse en amiga de sus compañeras de clase Kirie Motoba, que tiene una reputación de mirar a la gente; y Sylphynford Tachibana, una rival de la escuela muy competitiva; ambas resultan ser hermanitas de los compañeros de trabajo de Taihei y Ebina Nana que es su mejor amiga y que reside en los mismos departamentos donde vive Umaru.

## Personajes

### Protagonistas
Umaru Doma (土間 埋 Doma Umaru?)
Seiyū: Aimi Tanaka
Es la protagonista de la historia, en la escuela es una chica perfecta, amable, hermosa y muy inteligente. Sin embargo, en su casa cambia por completo a ser una holgazana otaku muy fastidiosa, principalmente con su hermano mayor Taihei, al que siempre llama hermanito (お兄ちゃん|Onii-Chan). Cuando cambia a esta personalidad, su apariencia se vuelve Chibi, usando por lo general un tapado con capucha con diseño de hámster, junto con sus shorts lycra rojos y blusa blanca. Por su fanatismo por los videojuegos, suele competir en Arcades bajo la apariencia de "UMR" (pronunciado en inglés), de boina y antifaz.
Taihei Doma (土間 大平 Doma Taihei?)
Seiyū: Kenji Nojima, Miyu Tomita (niño)
Es el hermano mayor de Umaru, es más responsable que su hermana, además de poseer un trabajo en administración, donde trabaja con dos amigos de la infancia. Siente pánico al momento de conducir un auto real debido a que no es igual a los exámenes de manejo, en los cuales sacó la mejor calificación. Es extremadamente amable, a tal punto de invitar a todo el mundo a su casa.

### Amigas de Umaru-chan
Nana Ebina (海老名 菜々 Ebina Nana?)
Seiyū: Akari Kageyama
La mejor amiga de Umaru y residente en los mismos departamentos que en donde vive Umaru y su hermano. Es bastante tímida y fácilmente se sonroja o se pone nerviosa. Es proveniente de Akita y de vez en cuando se le escapa su tonada de origen, de un estilo más campesino. Está enamorada de Taihei debido a que tras su viaje de Akita a Tokio fue la primera persona en mirarla a los ojos (ya que gran parte de la gente miraba directamente a sus grandes pechos) y tratarla amablemente, a tal punto de casi no poder hablar delante de él. Le fascina comer en exceso (sobre todo postres), lo que causa a veces que se avergüence y hable con su tonada campesina.
Sylphynford Tachibana (橘・シルフィンフォード Tachibana Shirufinfōdo?)
Seiyū: Yurina Furukawa
Una chica linda y adinerada que ha demostrado ser muy inteligente. Tiene una personalidad muy alegre y competitiva. Ella misma se ha declarado rival de Umaru, por lo cual siempre compite contra ella en casi todo, y le gusta llamar la atención, principalmente cuando Umaru está presente. Le gustan los videojuegos y el anime al igual que a su hermano mayor, sin embargo ella los evita cuando su hermano está cerca debido a que siente vergüenza y cree que su hermano la vería con malos ojos. Desconoce que su idola "UMR" es en realidad Umaru en su faceta gamer. De vez en cuando suele hacer poses de idol con una voz de fondo que grita "Shbaaaa!!"
Kirie Motoba (本場 切絵 Motoba Kirie?)
Seiyū: Haruka Shiraishi
Una chica con un aura oscura y que ha provocado miedo a más de una persona con su mirada, aunque en el fondo es una chica tímida y con dificultades para socializar (Tsundere). Ama en secreto a Umaru a pesar de no tener mucho valor para hablar con ella. Tras casi descubrir el secreto de Umaru, ella confunde su apariencia "chibi" como la hermana menor de Umaru, la cual pasa a llamar Komaru, y le pide que sea su maestra.También no le cae muy bien Ebina ya que quiere a Umaru para ella.
Hikari Kongou (金剛 叶 Kongō Hikari?)
Seiyū: Inori Minase
Una estudiante superior del Programa de Jóvenes Dotados en la escuela preparatoria de Umaru. Ella usa un pin del logotipo de la compañía de diamantes donde trabaja Taihei, y luego se revela que es la hermana pequeña de Kanau. Se insinúa que ella ha interactuado con Taihei antes, ya que conoce el conjunto de constelaciones que intentó mostrar a Umaru. Ella se refiere a Taihei como un hermano mayor, compitiendo con la mismísima Umaru, siendo la única que conoce todas sus facetas.

### Amigos de Taihei
Takeshi Motoba (本場 猛 Motoba Takeshi?)
Seiyū: Hiroki Yasumoto
Es el hermano mayor de Kirie y compañero de trabajo y de escuela de Taihei. Su característica principal es la de tener un peinado afro muy distinguido, además de ser a veces muy quejumbroso pero es muy alegre a la vez. Su apodo es Bomber y es amigo de la infancia de Taihei. Sufre seguido los ataques violentos de Kirie, pero con menos frecuencia desde que ella es amiga de Umaru.
Alex Tachibana (橘・アレックス Tachibana Arekkusu?)
Seiyū: Tetsuya Kakihara
Es el hermano mayor de Sylphynford y kohai de Taihei. Mantiene una actitud más tranquila y callada, además de ser un otaku al igual que su hermana. Suele hacer poses parecidas a las que hace Sylphyn.
Kanau Kongou (金剛 叶 Kongō Kanau?)
Seiyū: Ami Koshimizu
Es la jefa de trabajo de Taihei, Takeshi y Alex a su vez que fue compañera de escuela de los dos primeros mencionados. No soporta por mucho tiempo a Takeshi, pero ha demostrado estar enamorada de Tahei desde la escuela hasta la actualidad en su trabajo, insinuándosele a cada rato.

## Media

### Manga
El manga apareció por primera vez en la revista mensual de Shueisha Miracle Jump en 2012 para dos capítulos: primero en la 10  edición el 16 de agosto y de nuevo en la 11  edición el 16 de octubre. Fue serializado en Weekly Young Jump desde el 14 de marzo de 2013. Doce volúmenes del tankōbon se han publicado desde entonces. Un manga derivado que se centra en Nana Ebina, titulado provisionalmente "Akita Imokko! Ebina-chan" (秋田妹！えびなちゃん?) se publica en el sitio web de Niconico Seiga y otras plataformas después de ocupar el primer lugar en la encuesta de popularidad del sitio web.

### Anime
Una serie anime producida por Doga Kobo se emitió desde  9 de julio al 24 de septiembre de 2015, la serie es dirigida por Masahiko Ohta y escrita por Takashi Aoshima, con el diseño de personajes de Aya Takano y la dirección del sonido por Yasunori Ebina. El tema de entrada es "Kakushin-teki Metamarufōze!" (かくしん的☆めたまるふぉ〜ぜっ！ Base básica: ¡Metamorfosis!?) interpretado por Aimi Tanaka. Y el tema de cierre es "Hidamari Days" (ひだまりデイズ Días de sol?) interpretado por Aimi Tanaka, Akari Kageyama, Haruka Shiraishi, y Yurina Furukawa. El tema de entrada de la segunda temporada es "Nimensei☆Ura Omote Life!" (にめんせい☆ウラオモテライフ！?) interpretado por Aimi Tanaka. Y el tema de cierre es "Umarun Taisou" (うまるん体操?) interpretado por Aimi Tanaka, Akari Kageyama, Haruka Shiraishi, y Yurina Furukawa. 